# Homalotylus mundus
Homalotylus mundus är en stekelart som beskrevs av Charles Joseph Gahan 1920. Homalotylus mundus ingår i släktet Homalotylus och familjen sköldlussteklar.
Artens utbredningsområde är:
- Filippinerna.
- Taiwan.

Inga underarter finns listade i Catalogue of Life.